# Accident aérien de Long Island en 1955
L'accident aérien de Long Island en 1955 à l'aéroport MacArthur concerne la chute d'un Douglas DC-6 de la compagnie United Airlines le 4 avril 1955.
Baptisé Mainliner Idaho, l'appareil s'écrasa peu après son décollage de l'aéroport Mac Arthur de Long Island, situé à Ronkonkoma, dans la ville d'Islip dans l'État de New York, aux États-Unis. L'appareil immatriculé NG7512 procédait à des vols de contrôle d'habilitation de navigation aux instruments, lorsque peu après son décollage, il commença à s'incliner sur sa droite. Quelques secondes après sa montée vers 150 pieds (~ 45 mètres), l'avion s'inclina à 90 degrés, le faisant soudain piquer du nez avant de s'écraser au sol.
Les investigations qui suivirent permirent de découvrir que l'équipage simulait une panne moteur ce qui supposait qu'un membre de l'équipage tire la commande de gaz du moteur no 4 en arrière avant le décollage. L'enquête montra cependant que si le levier de commande était tiré trop loin en arrière, il enclenchait l'inversion du pas de l'hélice, une commande destinée à ralentir l'avion à l'atterrissage. Une fois le train d'atterrissage relevé, l'équipage devait également relever le drapeau métallique dans le cockpit pour amener les pales des hélices dans la position correcte, puisqu'un dispositif de sécurité empêchait le courant électrique de commander le mécanisme de rotation à la base des pales, à moins que l'avion ne soit au sol ou que le drapeau ne soit relevé manuellement. Les enquêteurs du Civil Aeronautics Board (CAB) parvinrent à la conclusion qu'un des membres d'équipage avait dû appliquer la pleine puissance au moteur no 4, en pensant sortir l'avion de l'inclinaison croissante. Mais du fait que les pales étaient inversées et que le drapeau n'était pas relevé, la poussée inverse, considérablement augmentée, causa la perte de contrôle du passage en spirale du DC-6.
À la suite de l'accident, la Civil Aeronautics Administration (CAA) émit une directive de navigation aérienne exigeant que tous les DC-6 et DC-6B soient munis d'un dispositif manuel empêchant l'inversion par inadvertance des pales d'hélices. United Airlines affirma également avoir commencé d'installer dans les cockpits de leurs DC-6 des témoins lumineux indicateurs d'inversion de la poussée, pour alerter les pilotes lors de l'inversion d'un propulseur.

## Histoire
Le 4 avril 1955, un instructeur d'United Airlines, Stanley C. Hoyt, âgé de 45 ans, procédait au contrôle de la qualification de vol aux instruments de deux pilotes de la compagnie. Employé d'United Airlines depuis 1937, Hoyt avait 9 763 heures de vol dont 549 à bord de DC-6. Le contrôle des deux pilotes, Henry M. Dozier, 40 ans, et Vernis H. Webb, 35 ans, devait décider du maintien de leur qualification permettant le vol aux instruments. L'avion, un Douglas DC-6 immatriculé N37512 portait le numéro de série 43001. La cellule avait pour sa part 22 068 heures de vol, dont 105 depuis sa dernière inspection. L'avion était propulsé par quatre moteurs Pratt & Whitney R-2800-CB16 équipés d'hélices Hamilton Standard 43E60-317.
La météo du jour était claire, malgré un vent de sud-ouest de 40 km/h, avec des rafales à 60 km/h. L'appareil effectua plusieurs circuits, multipliant les décollages et atterrissages, avant que des témoins oculaires l'observent en station à l'extrémité de la piste de décollage et enfin son décollage vers 15 h 50 (Heure de l'Est),.
La charge de l'ordre de 28 tonnes était nettement inférieure au maximum autorisé et le centre de gravité situé à l'intérieur des limites prescrites pour ce type d'avion,.
Après s'être élancé entre 1 500 et 1 800 mètres sur la piste d'envol, l'avion atteignit sa vitesse de décollage, il quitta le sol, commença normalement sa montée et l'équipage rentra le train. Cependant, arrivé à 50 mètres d'altitude, il commença à virer vers la droite en s'inclinant. L'angle d'inclinaison continua d'augmenter au point d'inquiéter les témoins, et peu après la rotation de l'avion finit par atteindre 90 degrés, inclinaison à laquelle les ailes sont perpendiculaires au sol,. À une altitude d'à peu près 50 m, les quatre moteurs produisant la poussée de décollage, le nez commença à tomber et l'avion décrocha. L'aile droite et le nez s'écrasèrent au sol, au-dessus duquel le fuselage effectua un soleil avant de se coucher sur le ventre et d'être englouti par les flammes. Malgré l'intervention immédiate des services de secours de l'aéroport, les trois membres d'équipage furent tués lors de l'impact. L'avion fut détruit par l'incendie consécutif à l'accident,.

## L'enquête

### Examen de l'épave

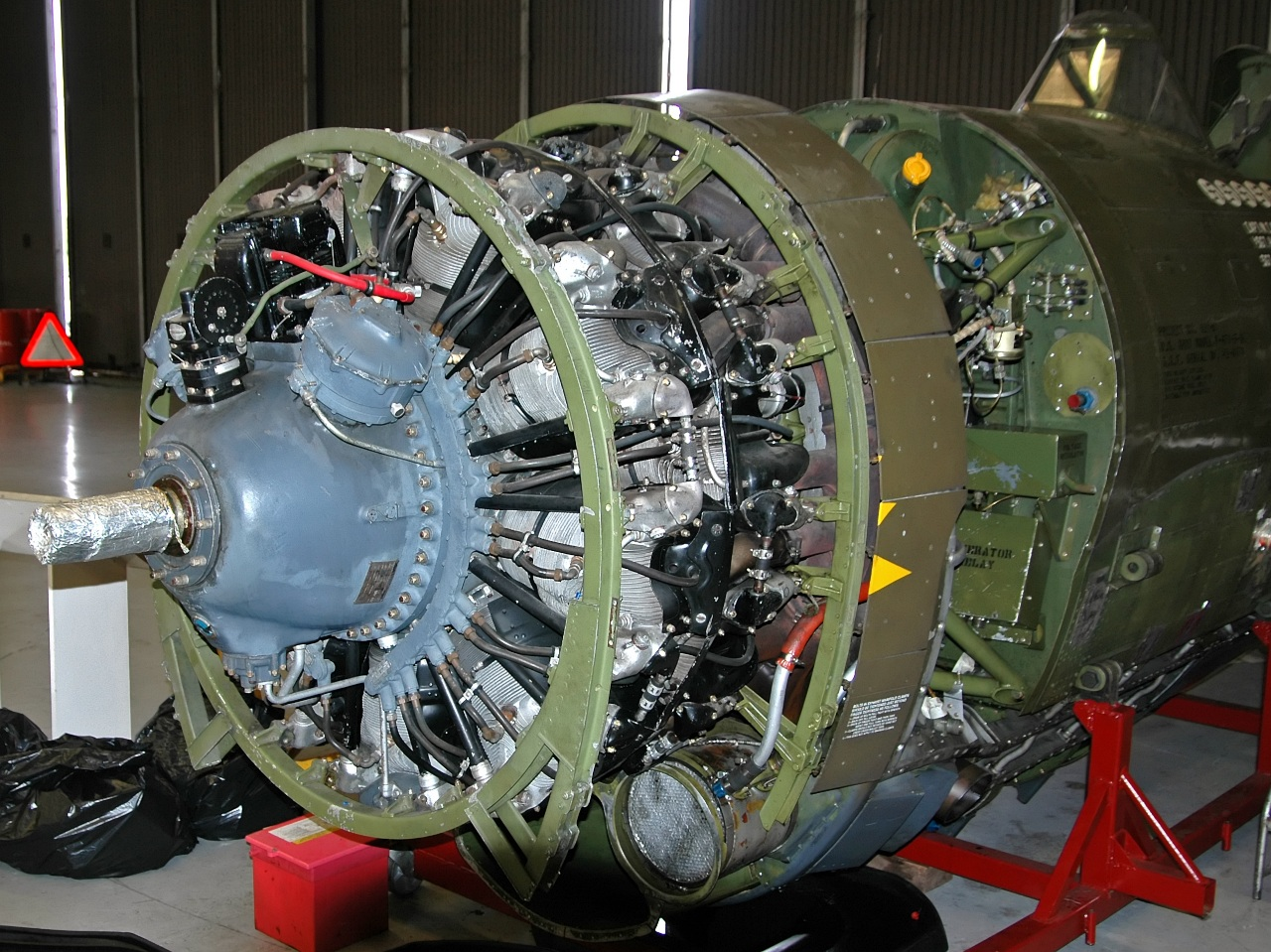
Un moteur Pratt & Whitney R-2800 du même type que les ceux installés sur les Douglas DC-6

Le Civil Aeronautics Board (CAB), l'organisation chargée d'enquêter sur l'accident, se déplaça à l'aéroport Mac Arthur pour examiner l'épave. Ayant écouté les témoignages des personnes présentes révélant que l'avion avait normalement effectué la rotation et commencé sa montée avant de commencer à s'incliner sérieusement sur la droite, les enquêteurs examinèrent les quatre moteurs carbonisés. Alors qu'ils avaient été sérieusement endommagés par l'impact et l'incendie qui suivit, ils conclurent qu'ils produisaient tous de la puissance au point d'impact,. Le CAB ne pouvait pas déterminer et conclure la quantité de puissance produite, mais les enquêteurs affirmèrent qu'ils n'avaient pas trouvé dans les épaves des moteurs d'élément suggérant une défaillance opérationnelle,.
Les enquêteurs purent également déterminer que toutes les gouvernes, y compris les volets de profondeur, ailerons et gouvernail, fonctionnaient correctement au moment de l'accident, et ils trouvèrent également qu'il n'y avait pas eu de défauts de l'ensemble du système de contrôle de vol de l'avion. Les volets furent retrouvés sortis à entre 15 et 20°, réglage normal au décollage. Les enquêteurs découvrirent effectivement que les hélices du moteur no 4 étaient inversées. Alors que les hélices des moteurs no 1, 2 et 3 avaient un pas positif de 34°, réglage également normal pour un décollage, les hélices du moteur no 4 étaient réglées au pas inverse maximum, moins 8°,.

### Inversion de poussée
Les propulseurs du DC-6 sont conçues pour fournir une inversion de poussée lors de l'atterrissage. Lorsque ce dispositif est activé, les propulseurs se mettent à inverser la direction de la pousse, entraînant l'avion en arrière pour le ralentir. Lorsque l'équipage ramène en arrière les commandes de gaz, un mécanisme électrique au cœur du moteur modifie l'incidence des hélices vers une position où elles vont fournir une poussée inversée. Si l'équipage a toutefois besoin de remettre les gaz, il lui suffit de remettre le pas des hélices en position antérieure pour produire à nouveau une poussée vers l'avant, leur permettant d'effectuer la manœuvre.
La compagnie Douglas, cependant, conçut un système pour empêcher toute inversion accidentelle des pales d'hélices en vol. Pendant le développement du DC-6, Douglas installa un système coupant l'alimentation électrique du mécanisme de rotation des pales lorsque l'avion était en vol. Quand le poids sur le train d'atterrissage était suffisant, ce qui n'était le cas que lorsque l'avion était au sol, un interrupteur délivrant le courant au mécanisme se fermait, ce qui signifie que lorsque l'avion touchait le sol, les pales pouvaient être inversées et l'avion était alors ralenti. Lorsque l'interrupteur était fermé, un indicateur rouge mobile devenait visible, attirant l'attention sur le fait que les pales pouvaient être inversées. Si l'interrupteur tombait en panne à l'atterrissage, il pouvait être relevé à la main, et l'alimentation électrique au mécanisme rétablie. Lors des décollages, l'alimentation électrique du mécanisme était coupée en sorte que les pales des hélices ne puissent pas être inversées par inadvertance et l'avertisseur rouge disparaissait de la vue des pilotes. Les indicateurs d'alerte d'inversion de poussée, qui auraient pu alerter l'équipage du "Mainliner Idaho" que les hélices avaient été inversées, n'avaient pas été installées

### Essais en vol

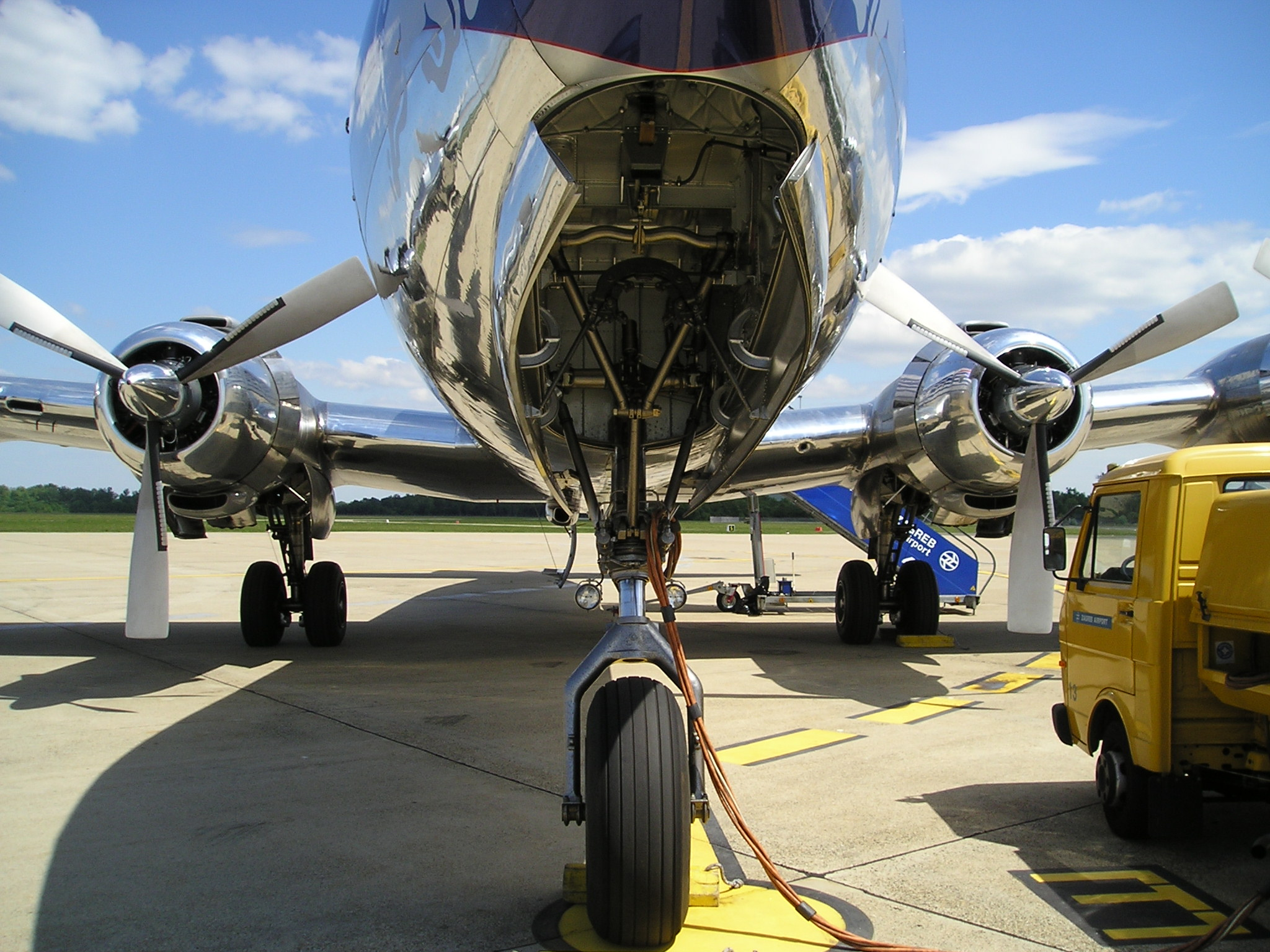
Train d'atterrissage avant d'un Douglas DC-6

Le CAB mena des essais en vol en utilisant un DC-6. Il put établir que si les hélices sont inversées avant le décollage, elles ne peuvent pas, si le drapeau est levé, être à nouveau inversées automatiquement en l'air en position de poussée vers l'avant à pleine puissance. Les essais menés par United Airlines montrèrent que, si le propulseur d'un seul moteur est inversé et que la pleine puissance est appliquée aux quatre moteurs, alors l'avion se met à plonger en spirale. Si la puissance METO  est appliquée aux moteurs no 1, 2 et 3 et que la puissance maximum inverse est appliquée au moteur no 4, alors l'appareil devient incontrôlable,.
En sortant au maximum l'aileron gauche, l'appareil peut être récupéré un court instant, mais un virage à droite violent continue et les forces concurrentes conduisent l'avion à se cabrer et à rouler sur le côté violemment puis à piquer. Selon les enquêteurs, les essais en vol ont reproduit fidèlement ce qui est arrivé au « Mainliner Idaho » durant la séquence de l'accident. Les essais réalisés par United et par les enquêteurs montrèrent que si la puissance maximum était appliquée à un moteur dont les hélices sont inversées, elles ne produisent pas de poussée positive, mais augmentent la poussée inverse,. Un auteur spécialisé dans l'aviation put écrire au sujet de cet accident :

« Les essais en vol montrèrent en conclusion qu'en configuration de décollage, un DC-6 devient incontrôlable avec un moteur externe à pleine puissance avec ses hélices en position inversées. Il y a une perte de contrôle si rapide qu'il reste pour l'équipage  peu de choses à faire à basse altitude. Dans le cas de cet accident, il est douteux qu'il soit resté suffisamment de temps pour restaurer la poussée avant préalablement à la perte de contrôle,. »

### Conclusions
Pendant l'inspection de l'épave, les enquêteurs trouvèrent que les quatre moteurs produisaient de la puissance au moment de l'impact. Il n'existait que deux façons d'inverser les hélices durant la séquence de décollage. Ils exclurent tout dysfonctionnement électrique puisque, après l'examen détaillé du cœur du moteur, ils n'en trouvèrent aucun signe,. Ils conclurent donc que l'unique cause à l'inversion de l'hélice avait été une action non intentionnelle de l'équipage. Bien qu'il n'y ait aucune preuve formelle de simulation d'une panne moteur, les affirmations rapportées par les témoins suggérèrent que c'était probablement le cas. Les procédures d'United Airlines exigent l'arrêt du moteur no 4 lors des simulations de pannes moteur, le même que celui retrouvé avec les hélices inversées sur le site de l'accident,.

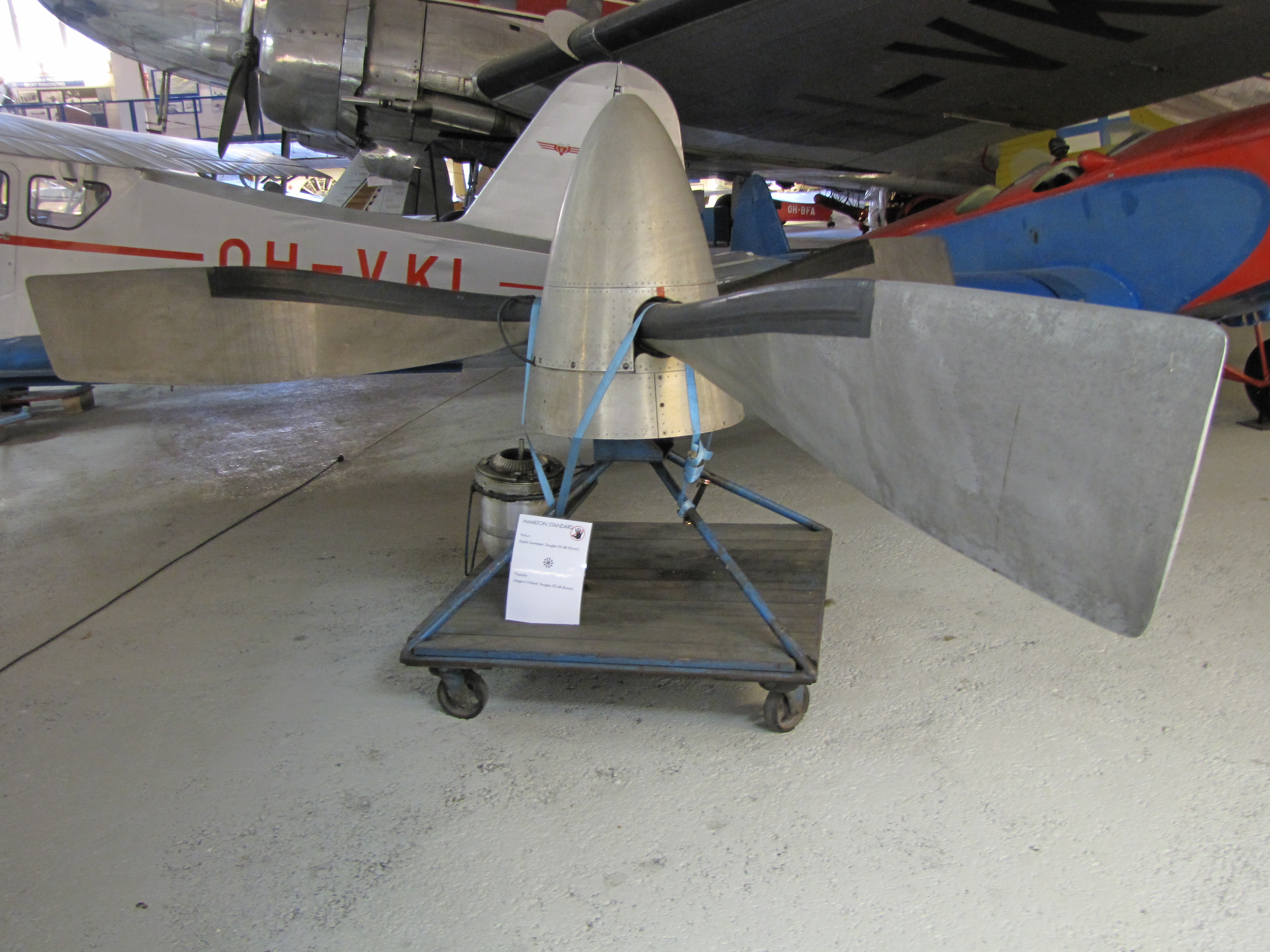
Hélices d'un moteur de DC-6, semblables à celles qui équipaient les moteurs du Mainliner Idaho.

L'enquête conclut que la séquence accidentelle commença lorsque le pilote effectuant les contrôles, alors que l'avion était au sol, avait reculé la commande du moteur numéro 4 au-delà de la position neutre, et donc inversé le pas des hélices. Une fois que l'avion avait décollé et commencé de s'incliner sur le côté droit, c'était une réaction naturelle pour l'un des membres d'équipage d'augmenter la puissance du moteur no 4, en pensant accroître la puissance positive et ainsi rattraper l'appareil. Cependant, puisque le drapeau métallique n'était pas levé, il n'y avait pas de courant électrique dans le mécanisme de rotation, et augmenter la puissance du moteur no 4 ne faisait qu'augmenter l'inversion de poussée,.
Le rapport final conclut que l'équipage n'avait pas eu le temps de réagir, puisque la plongée commença extrêmement soudainement, et que l'équipage ne pouvait récupérer l'appareil d'aucune façon. le rapport mentionnait que "La perte de contrôle est si rapide qu'il ne reste au pilote que peu de chose à faire, si toutefois il en reste, lorsqu'elle se produit à basse altitude. Il doit identifier ce qui se passe, l'analyser et engager l'action pour réinverser les hélices dans un laps de temps très limité. Il est douteux que la réinversion ait pu être accomplie en cette circonstance avant la perte de contrôle.". Le 4 octobre 1955, le CAB publia le rapport final de l'accident qui concluait que l'inversion des hélices et l'augmentation consécutive de la puissance du moteur numéro 4 avaient causé l'accident

« La commission considère que la cause probable de cet accident fut un déplacement involontaire de la commande de gaz du moteur no 4 en position inversée juste avant de quitter le sol, avec les trois autres moteurs fonctionnant à pleine poussée, ce qui a rendu rapidement l'avion incontrôlable une fois en vol. »

— Civil Aeronautics Board, Accident Investigation Report; United Air Lines, Inc., MacArthur Field, Islip, New York, 1955
.

## Conséquences

### Apports technologiques
À la suite de l'accident, la Civil Aeronautics Administration (CAA) publia une directive exigeant que tous les DC-6 et DC-6B soient équipés de loquets de limitation, appelés barre Martin. Le dispositif se compose d'une barre métallique qu'un membre d'équipage rabat manuellement devant la manette des gaz sur la ligne d'inversion, empêchant ainsi la commande de puissance de passer en position d'inversion. Selon le rapport du CAB, un ingénieur d'United Airlines aurait affirmé aux enquêteurs que la barre Martin ferait des inverseurs d'hélices "des dispositifs plus fiables et plus sûrs [que le système adapté au « Mainliner Idaho »]... avec ses nombreux boutons, relais et opérations automatiques".
United Airlines émit un communiqué indiquant avoir commencé l'installation de ce dispositif sur sa flotte de DC-6 et DC-6B une semaine avant l'accident, après une utilisation satisfaisante sur sa flotte de DC-7. Aucune barre Martin n'avait encore été adaptée au « Mainliner Idaho ». United Airlines affirmait également qu'un programme avait été engagé pour installer un voyant d'inversion de poussée sur chacun de leurs DC-6 et DC-6B. Le voyant installé dans le cockpit des appareils préviendrait les membres d'équipage que le levier de commande de gaz avait été tiré trop loin et que les hélices étaient en position inverse.

### Accidents similaires

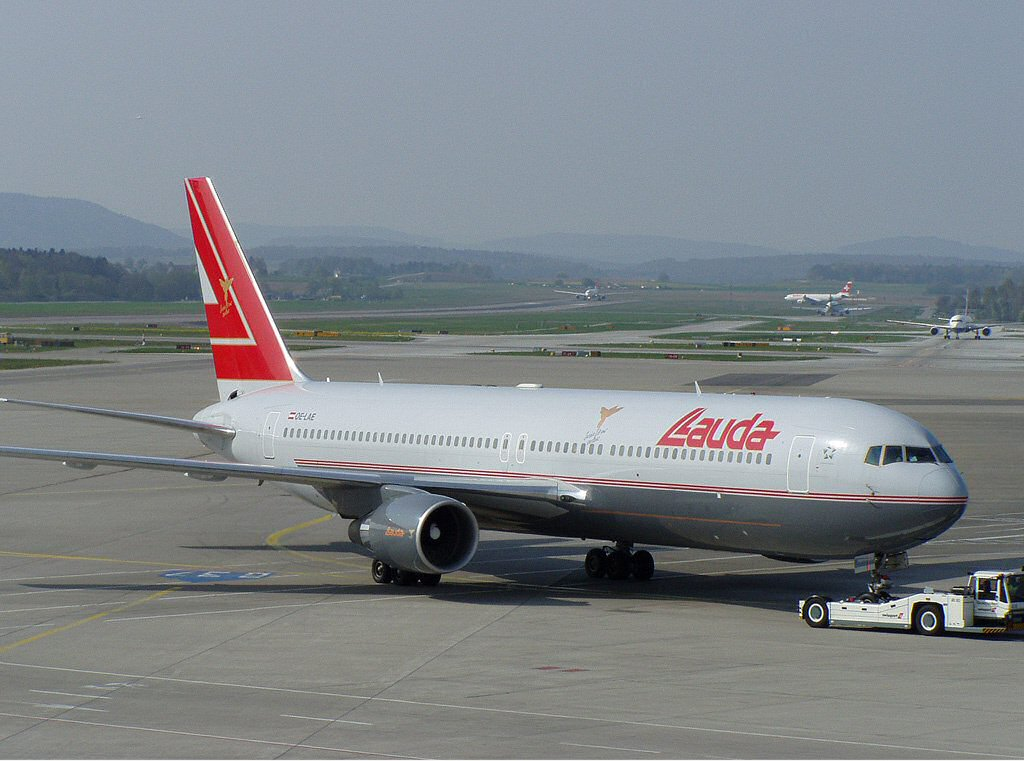
Un Boeing 767 de la Lauda Air, semblable à l'appareil qui s'écrasa en 1991 après le déploiement en vol d'un des inverseurs de poussée.

Depuis cet accident, il y en a eu plusieurs autres impliquant l'inverseur de poussée.
En 1961, un Douglas DC-8 effectuait le vol United Airlines 859. Au roulage suivant immédiatement le toucher de l'atterrissage, le copilote inversa les quatre moteurs. Les moteurs de gauche demeurèrent en poussée vers l'arrière alors que les moteurs droits passèrent en poussée inversée. L'appareil engagea un virage rapide sur la droite et entra en collision avec des véhicules affectés à la construction de l'aéroport, tuant 118 des 122 passagers à bord.
En 1982, le DC-8 du vol Japan Airlines 350 s'écrasa en vue de la piste d'atterrissage de Tokyo, après que le commandant de bord, en état de démence, ait tenté de se suicider pendant la phase d'approche finale, en appliquant la poussée inverse aux deux moteurs intérieurs. Sur les 174 passagers à bord, 24 décédèrent,,,.
En 1991, le vol 004 Lauda Air, réalisé par un Boeing 767, s'écrasa après que l'inverseur de poussée du moteur gauche se soit déployé en vol pour des raisons qui n'ont jamais pu être mises en évidence.
L'accident du vol TAM 402, survenu à un Fokker 100 de la TAM Airlines (Transportes Aéreos Regionais) en 1996 fut attribué au déploiement de l'inverseur de poussée du moteur n° 2. L'avion s'inclina sur le côté droit et s'écrasa sur une zone habitée de São Paulo au Brésil. Le 21 octobre 2009, le vol Azza Transport 2241, un Boeing 707 exploité par Azza Transport, une compagnie d'avions cargo basée) Khartoum, au Soudan, s'écrasa peu après son décollage de Sharjah (Arabie saoudite). Lors de l'examen de l'épave, les enquêteurs découvrirent que l'inverseur de poussée du moteur n° 4 s'était déployé.